# Río Oyarzun
El río Oyarzun (en euskera, Oiartzun) es un río del norte de la península ibérica. Es el río más corto entre los que discurren dentro de Guipúzcoa, País Vasco, España.
La cuenca del Oyarzun, situada en la zona este de Guipúzcoa, cubre 82,27 km². En sus escasos 16 km de recorrido por Oyarzun, Rentería, Lezo y Pasajes recibe la influencia de los 80.000 habitantes que viven en estas cuatro poblaciones, de uno de los polígonos industriales más importantes de Guipúzcoa y del principal puerto comercial.

## Geografía
Es un río pequeño pero de gran importancia. El área del río Oyarzun comenzó a formarse en el Paleozoico (hace unos 380 millones de años) por lo que es una de las más antiguas del País Vasco. En cuanto a las precipitaciones, su nacimiento se encuentra en la parte más lluviosa (2300 mm) de la comunidad. Debida a esta pluviosidad, cerca del nacimiento del Oyarzun podemos encontrar los embalses de San Antón, Añarbe y Domico.
El río tiene 16,6 km de largo y presenta una pendiente media del 4,5 %. Es un curso muy empinado; es decir, las aguas descienden mucho en una distancia horizontal corta. La cuenca presenta una forma alargada. En el polígono industrial de Ugaldetxo se reúnen el río Arditurri, que procede de las laderas de Peñas de Aya y Bianditz, y las aguas procedentes del monte Aldura, que junto con los cursos principales de Sarobe alimentan este pequeño río. Sin poder olvidar, asimismo, la regata Karrika, que se une al Arditurri en el barrio de Alcibar.
En la zona alta de la cuenca, en Peñas de Aya, se encuentra la pendiente más pronunciada del río. El valle en la zona alta tiene forma de V, muy estrecho. El cauce en su zona media es más suave y llega a formar una llanura de inundación. En la parte baja, en cambio, nos encontramos la bahía de Pasajes, que en tiempos era una gran marisma y hoy en día está ocupada por las poblaciones de Rentería y Pasajes así como las instalaciones portuarias.

## Contaminación
Dado que se trata de una zona de gran actividad industrial y que las aguas no se depuraban, el río ha estado muy contaminado durante muchos años. Sin embargo, a finales del siglo XX y principios del XXI la situación ha mejorado considerablemente, ya que muchas de las empresas que más contaminaban han cerrado y se procedió a instalar depuradoras.